# Candyman (Steve Lukather)
Candyman è il secondo album in studio da solista del cantante statunitense Steve Lukather, pubblicato nel 1994.

## Tracce
1. Hero with a 1000 Eyes – 6:31
2. Freedom – 4:08
3. Extinction Blues – 4:59
4. Born Yesterday – 7:08
5. Never Walk Alone – 9:42
6. Party in Simon's Pants – 5:45
7. Borrowed Time – 7:20
8. Never Let Them See You Cry – 5:03
9. Froth – 9:41
10. The Bomber – 5:32
11. Song for Jeff – 7:07

## Formazione
- Steve Lukather - voce, chitarra
- Simon Phillips - batteria
- Lenny Castro - percussioni
- John Pea - basso
- Paul Rodgers - voce
- Chris Trujillo - percussioni
- Fee Waybill - cori
- Richard Page - cori
- David Paich - organo